# 18 Candles: The Early Years
18 Candles: The Early Years é a primeira compilação da banda Silverstein, lançada a 30 de Maio de 2006.
O disco contém os dois primeiros EP, Summer's Stellar Gaze e When the Shadows Beam, bem como versões acústicas e ao vivo.
| Críticas profissionais                                                      | Críticas profissionais |
| Avaliações da crítica                                                       | Avaliações da crítica  |
| Fonte                                                                       | Avaliação              |
| --------------------------------------------------------------------------- | ---------------------- |
| allmusic                                                                    | [ 2 ]                  |
| Esta tabela precisa de ser acompanhada por texto em prosa. Consulte o guia. |                        |

## Faixas
Summer's Stellar Gaze
1. "Waiting Four Years" - 4:02
2. "Wish I Could Forget You" - 3:36
3. "Friends in Fall River" - 3:01
4. "Summer's Stellar Gaze" - 2:47
5. "My Consolation" - 4:02
6. "Forever and a Day" - 4:27

When the Shadows Beam
1. "Red Light Pledge" - 3:51
2. "Dawn of the Fall" - 4:17
3. "Wish I Could Forget You" - 3:27
4. "Bleeds No More" - 3:17
5. "Last Days of Summer" - 4:26
6. "Waiting Four Years" - 4:14

Faixas bónus
1. "My Heroine" (acústico) - 3:34
2. "Call It Karma" (acústico) - 4:18
3. "Discovering the Waterfront" (ao vivo) - 4:45
4. "Defend You" (ao vivo) - 3:34
5. "Bleeds No More" (ao vivo com Wil Francis) - 4:16
6. "Smile in Your Sleep" (A Crude Mechanical Remix) - 4:35

## Desempenho nas paradas musicais
| Parada musical (2006)                   | Posição |
| --------------------------------------- | ------- |
| Estados Unidos - Billboard 200          | 148     |
| Estados Unidos - Top Independent Albums | 10      |

## Créditos
- Shane Told - Vocal, guitarra
- Josh Bradford - Guitarra
- Neil Boshart - Guitarra
- Billy Hamilton - Baixo, vocal de apoio
- Paul Adam Koehler - Bateria, percussão, guitarra